# David Burtka
David Michael Burtka (sinh ngày 29 tháng 5 năm 1975) là một nam diễn viên người Mỹ, đồng thời anh cũng là một bếp trưởng. Anh được biết đến với vai diễn trong các bộ phim truyền hình và các vở nhạc kịch tiêu biểu như là How I Met Your Mother và The Play About The Baby. Sau khi kết thúc vai diễn trong How Can I Met Your Mother, David Burtka giành được nhiều sự chú ý của giới truyền thông khi anh bắt đầu hẹn hò với nam diễn viên Neil Patrick Harris, người mà sau đó anh đã kết hôn.

## Tiểu sử
David Burtka được sinh ra ở Dearborn, Michigan. Anh là con trai của cặp vợ chồng Deborah A. (Zajas) và Daniel Burtka. Anh là người gốc Ba Lan. Burtka lớn lên ở Canton, Michigan và tốt nghiệp trung học ở trường Salem vào năm 1993. Anh học diễn xuất tại trường Interlochen Center for the Arts, nhận bằng Cử nhân Nghệ thuật (B.F.A) của trường đại học Michigan và tiếp tục được đào tạo tại William Esper Studios.

## Sự nghiệp
David Burtka bắt đầu sự nghiệp truyền hình của mình vào năm 2002 với vai trò là khách mời của chương trình The West Wing, theo sau đó là được làm khách mời của chương trình Crossing Jordan.
Burtka xuất hiện lần đầu tại sân khấu Broadway năm 2003. Anh  diễn vai The Boy trong buổi ra mắt vở The Play About The Baby của Edward Albee tại Mỹ, nhờ đó anh nhận giải thưởng Clarence Derwent năm 2001 dành cho nam diễn viên triển vọng nhất.
Năm 2004, Burtka đóng vai Matt trong vở nhạc kịch The Opposite Of Sex và đóng lại vai này trong buổi ra mắt tại Bờ Đông vào mùa hè năm 2006.
Burtka xuất hiện trong bảy tập của loạt phim truyền hình nổi tiếng How I Met Your Mother, vai "Scooter", bạn trai cũ của Lily (Alyson Hannigan). 
Burtka đóng vai chính trong phim điện ảnh Annie Và Gypsy năm 2013 của Osiris Entertainment và có một vai diễn nổi bật trong phim Dance Off 2014. 
Burtka trở lại sân khấu Broadway trong vở nhạc kịch It Shoulda Been You của đạo diễn David Hyde Pierce  vào tháng 4 năm 2015....

## Danh sách phim tham gia

### Phim
| Năm  | Tựa                                | Vai          | Ghi chú          |
| ---- | ---------------------------------- | ------------ | ---------------- |
| 1999 | 24 Nights                          | Toby         |                  |
| 2007 | Worldly Possession                 | Andrew Bates | Phim truyền hình |
| 2007 | Open House                         | Người chồng  | Phim ngắn        |
| 2007 | Army Guy                           | Keith        | Phim ngắn        |
| 2011 | A Very Harold & Kumar 3D Christmas | David Burtka |                  |
| 2011 | Gaysharktank.com                   |              | Phim ngắn        |
| 2012 | Annie and the Gypsy                |              |                  |
| 2013 | The Gay Christian Mingle           |              | Phim ngắn        |
| 2014 | Dance-Off                          | JT           |                  |

### Truyền hình
| Năm     | Tựa                               | Vai          | Ghi chú                         |
| ------- | --------------------------------- | ------------ | ------------------------------- |
| 2002    | The West Wing                     | Intern Bruce | Tập: "The Black Vera Wang"      |
| 2005    | Crossing Jordan                   | Craig Heeley | Tập: "Total Recall"             |
| 2007    | CSI:NY                            | David King   | Tập: "Down the Rabbit Hole"     |
| 2012    | Neil's Puppet Dreams              | Bản thân     | Tập: "Doctor's Office"          |
| 2006–14 | How I Met Your Mother             | Scooter      | 7 tập                           |
| 2015    | American Horror Story: Freak Show | Michael Beck | Tập: "Curtain Call"             |
| 2018    | A Series of Unfortunate Events    | Mr. Willums  | Tập: "The Carnivorous Carnival" |